# 안전 (고려)
안전(安戩, ? ~ 1298년)은 고려 충렬왕(忠烈王)조의 문신으로, 본관은 죽산(竹山)이다.

## 생애
원종(元宗)조에 젊은 나이로 류경(柳璥)의 문하에서 과거에 급제해, 시어사(侍御史)를 지냈다.
충렬왕(忠烈王) 초에 전라도안찰사(全羅道按察使)가 되었는데, 당시 응방(鷹坊)의 오숙부(吳淑富) 등이 세력을 믿고 방자하게 행동하자 안전과 장흥부사(長興副使) 신좌선(辛佐宣)은 그를 싫어해 인사도 하지 않았다.
그러자 오숙부 등이 귀경해 왕더러 제일 좋은 새매 두 마리가 죽었다고 보고했고, 왕이 이유를 묻자 안전과 신좌선이 제대로 사육하지 않았기 때문이라고 무고했다.
이에 왕이 노해 두 사람을 해도로 유배보내려 했으나, 승선(承宣) 박항(朴恒)이 극력 반대한 덕분에 왕의 화가 다소 풀어져, 파직되는 것으로 마무리되었다.
그 뒤 내료(內僚) 이지저(李之氐)에게 청탁을 넣고 정방(政房)으로 들어가, 대부소윤(大府少尹)으로서 비칙치(必闍赤)가 되었으며, 또 거듭 승진해 1285년(충렬왕 11)에는 판비서사(判秘書事)로서 국자시(國子試)의 시험관이 되어 윤신걸(尹莘傑) 등 55명을 선발했다.
얼마 후 좌승지(左承旨)에 임명되었는데, 이듬해 왕이 환관 하나를 참관(叅官)으로 임명하려 하자 안전은 안 된다고 버텼다.
하루는 왕이 안전에게, “이 사람이 내 곁에서 오랫동안 부지런히 일했으니 경은 내 얼굴을 보아서 억지로라도 6품의 직책을 주라.”라고 한 후 즉시 임명해 버렸다.
안전이 어쩔 수 없이 그를 낭장(郞將) 물망에 올린 후 조금 있다가,
| “ | 제가 재주도 없이 주상을 측근에서 모시면서 관리의 선발과 임명을 맡고 있으니 도저히 감당할 수가 없습니다. 바라옵건대 현명한 사람을 골라 저를 대신하게 하소서. | ” |

라고 간절히 아뢰었다.
왕이 노해 벌떡 일어나 내전으로 들어가자, 안전이 뒤따라가며 “저의 죄는 파직당해 마땅하오나 환관을 임명하는 일은 훗날로 연기해야 합니다.”라고 끈질기게 주장했다.
왕이 문지방을 넘어섰다가 성을 내며 “그렇게 하라!”고 큰소리를 지르자 주변 사람들이 모두 겁을 먹었으나, 안전은 물러 나와서 “전하께서 방금 저의 건의를 허락하셨소.”라고 태연히 말한 후 그의 이름을 지워버리니 사람들이 모두 탄복하였다.
1287년(충렬왕 13) 부지밀직사사(副知密直司事)로 승진하고, 같은 해 충청도안무사(忠淸道安撫使)로 파견되었으며, 이듬해에는 1288년(충렬왕 14) 지밀직사사(知密直司事)로 승진하고, 같은 해 성절사(聖節使)로서 원에 파견되었다.
1290년(충렬왕 16) 합단적(哈丹賊)이 고려에 침입해 군무(軍務)가 폭주하자 경상도도지휘사(慶尙道都指揮使)와 충청도도지휘사(忠淸道都指揮使)를 차례로 지냈으며, 이듬해에는 서북면도지휘사(西北面都指揮使)를 지냈다.
1298년(충렬왕 24)년 졸했다.

## 일화
- 안전은 관리의 선발과 임명을 맡으면서 늘 올바르게 행동하며 누구의 편에도 붙지 않았으므로 당시 사람들이 그를 철고(鐵餻)[4]라고 불렀다.

## 기타
1249년(고종 36) 낭장 최공주(崔公柱)와 함께 몽골에 파견된 시랑(侍郞) 안전(安戩)은 그와 동명이인이다.